# La Roca de la Sierra
La Roca de la Sierra ist eine spanische Gemeinde (municipio) mit 1.453 Einwohnern (Stand: 2024) in der Provinz Badajoz in der Autonomen Gemeinschaft Extremadura. 

## Lage
La Roca de la Sierra liegt etwa 40 Kilometer nordwestlich von Mérida und etwa 40 Kilometer nordöstlich von Badajoz in einer Höhe von ca. 250 m in der Serra de São Mamede. 

## Sehenswürdigkeiten
- Dolmen und Höhlen
- Marienkirche (Iglesia de Nuestra Señora del Prado)
- Altes Rathaus

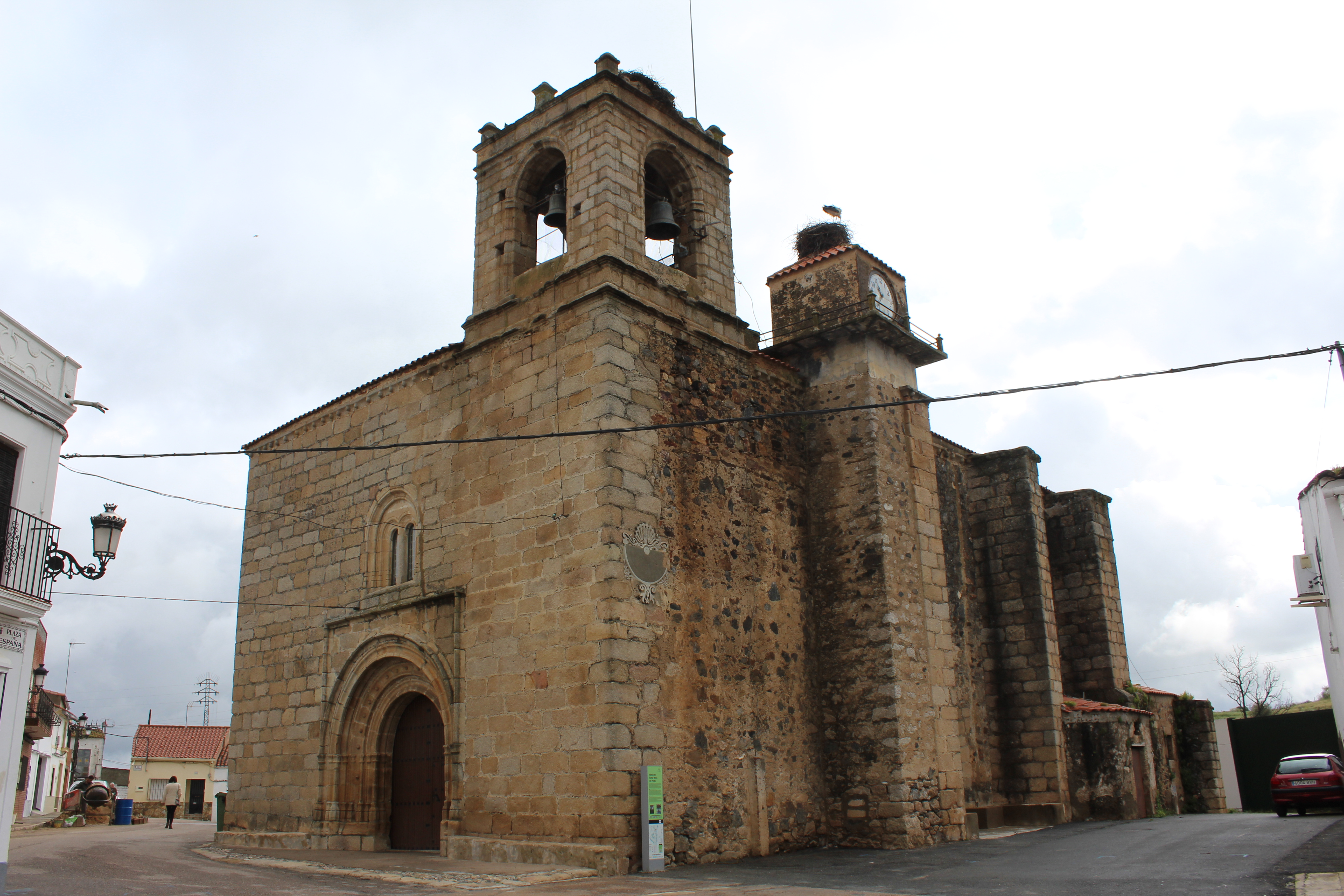
Marienkirche
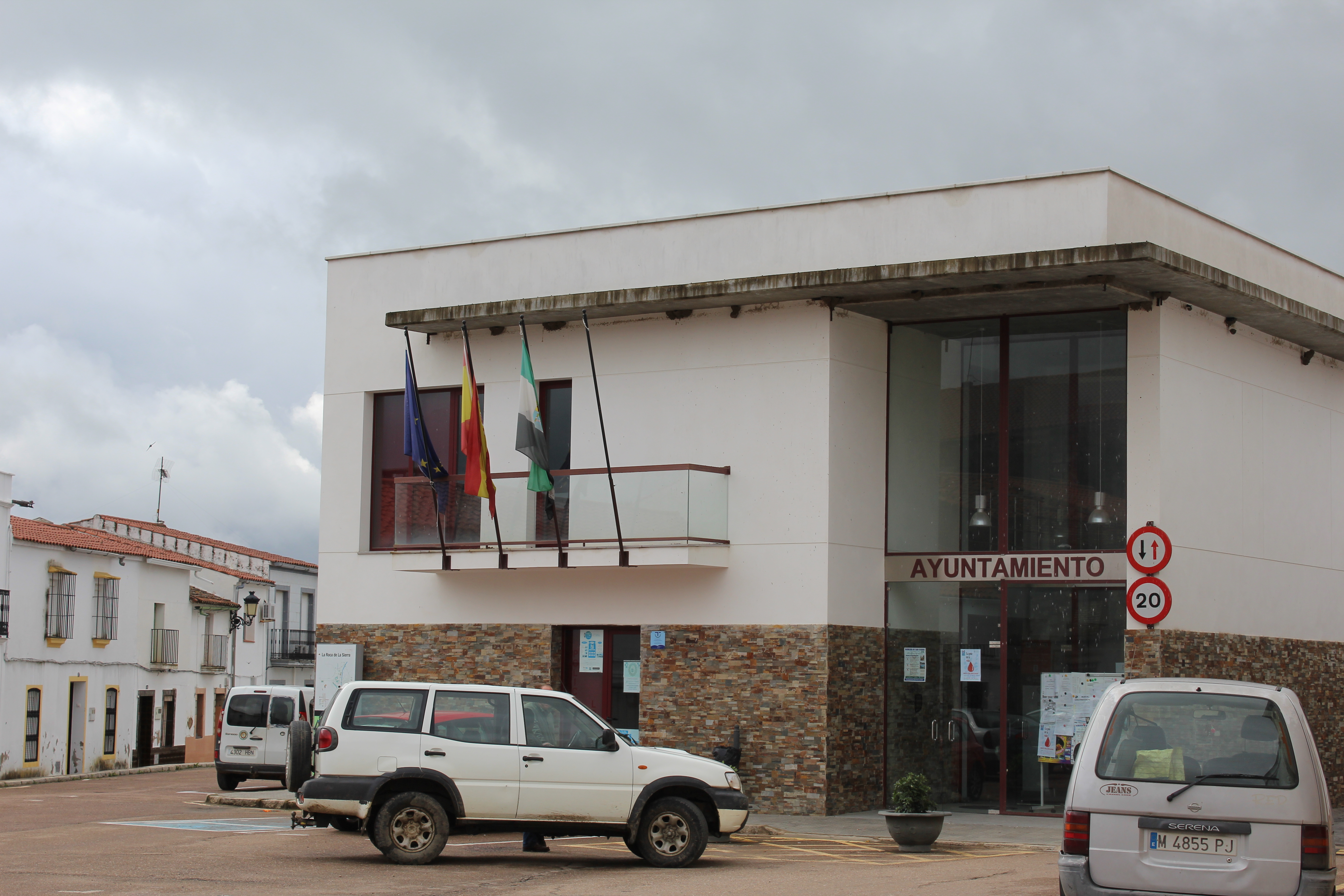
Rathaus